# Thalassometra agassizii
Thalassometra agassizii is een haarster uit de familie Thalassometridae.
De wetenschappelijke naam van de soort werd in 1895 gepubliceerd door Clemens Hartlaub.